# Chiesa di Sant'Antonio Abate (Reggio Calabria)
La chiesa di Sant'Antonio Abate è un edificio religioso della città di Reggio Calabria, situata nella zona collinare del quartiere di Archi.

## Storia
La sua costruzione risale intorno all'anno 1000. La più antica attestazione dell'esistenza della chiesa risale al 1363 da atti relativi alla contesa fra la città di Reggio Calabria e il Conte San Severino, per il "diritto e la custodia e governo" della fiera di Scaccioti che si svolgeva presso la chiesa di Sant'Antonio e il possesso della contrada. Il luogo ove sorge l'edificio religioso, in collina e ricco di acque, fu scelto dai monaci per costruire, con la funzione di sentinella dello Stretto, il Typikon di Sant'Antonio Abate, poi divenuta Cappella Reale di Ruggero D'Altavilla. Qui i monaci celebravano messa e riprendevano vigore per l'aria buona della collina.
È stata riscoperta negli ultimi venti anni per il crollo delle coperture murarie della chiesa nuova, le infiltrazioni d'acqua hanno svelato la pianta originaria e ne hanno rivalutato i resti romanici del chiostro posto accanto al tempio. Nel Seicento, era a pianta quadrata, lunga 40 palmi e larga 44 palmi, a tre navate, con un solo altare e due porte di ingresso. Costruita in cotto rosso, con infiltrazioni di ciottoli e abbondante malta, fu il luogo di preghiera di Ruggero d'Altavilla, conte di Mileto e Sicilia, che la riconsacrò insieme al monastero, costruito su un precedente insediamento bizantino, di cui rimangono solo i muri perimetrali. Posta sotto la giurisdizione di Santa Maria di Terreti prima, della chiesa metropolitana Santa Maria Cattolica dei Greci dopo e infine sotto San Nicola dei Bianchi, San Giovanni Battista e Santa Maria del Carmelo, fu danneggiata da numerosi terremoti, dal pascià Mustafà nel 1558 e fu incendiata dal pirata turco Mamud, sbarcato a Catona, che nel 1594 saccheggiò i territori a settentrione di Reggio. Più che il cardinale Colonna, abate di Terreti, fu la devozione popolare che permise con la raccolta delle elemosine di ripararne i danni e di risistemarne il tetto, già prima della fine del XVI secolo.
Dopo l'incendio dei turchi del 1594, la chiesa non ebbe più un cappellano stabile; di tanto in tanto si celebravano le funzioni soltanto per la grande devozione dei cittadini. Pertanto monsignor D'Afflitto, nel 1600, invitò il cardinale Colonna, a dotare la chiesa, entro sei mesi, di nuove suppellettili (pianeta, tovaglia, altare, purificatori, ripristino delle mura). Utilizzando anche le elemosine raccolte durante la festività di Sant'Antonio furono acquistati un messale (1586) stampato a Venezia, un calice d'argento, un corporale, una pianeta di capicciola verde e gialla, due candelieri (uno in ottone), un Crocifisso, una grande tela di Sant'Antonio, una campana di 8 rotelle, una campanellina d'altare. Il 19 gennaio 1600, tutte le suppellettili furono consegnate ad Agostino Plutino che fu nominato maestro e procuratore della stessa chiesa. In origine il monastero era costituito da una serie di strutture e fabbricati in muratura: katholikon, torre (rafforzando la funzione militare difensiva e di avvistamento, rete ottica adeguata ai centri fortificati), biblioteca (con schola scriptoria) e skevophylakion.
La presenza della biblioteca fa pensare a una schola scrittoria, una di quelle dove si sviluppò la scrittura reggina e con cui, in seguito, la regina Isabella d'Altavilla, madre dell'imperatore Federico II di Svevia, arricchì il monastero di San Salvatore a Messina. Agenti atmosferici , terremoti , lavori , incursioni piratesche hanno mutato l'originaria struttura dell'edificio di culto: cadde la copertura della navata di sinistra, lasciando la suddetta navata a cielo aperto, furono murati gli archi laterali e la navata destra fu utilizzata come sacrestia (1628-1671), in seguito fu sollevato il pavimento e la navata sinistra fu adibita a ossario con due cripte (XVIII). Da questo momento per le funzioni religiose fu utilizzata soltanto la navata centrale.
I muri della facciata e il tetto furono ricostruiti nell'Ottocento; nel secolo successivo furono eseguiti altri lavori e fu innalzato il campanile. Negli anni Venti fu installata una nuova campana, rubata alla fine degli anni Novanta. Nella parte sinistra della cappella, verso Sud, sono visibili ruderi in cotto che individuano l'area del chiostro a pianta quadrata. Recentemente è stata restaurata ed è stata riqualificata l'intera zona adiacente alla chiesa.

## Chiesa attuale
Gestita adesso dalla Parrocchia Maria SS. Del Carmelo di Archi Carmine.
Rappresenta l'unica grande struttura della città in cui si concretizza la fusione tra il neoellenismo bizantino e il romanico normanno. Originariamente la chiesa era costituita da tre navate di cui oggi esiste quella centrale e quella di sinistra, si presenta con struttura a capanna. L'edificio religioso misura complessivamente 6,22 m di larghezza per 13,10 m di lunghezza e si compone di quattro corpi di fabbrica: una navata a pianta quasi rettangolare, una laterale sinistra ed una laterale destra dalla quale è stata ricavata la sacrestia, ed il campanile. Gran parte della superficie delle pareti interne sono in pietrame e mattoni a vista, l'illuminazione dell'aula avviene attraverso un'apertura lungo la parete destra. Nella parte sottostante vi sono due cripte usate per deposizioni funebri. Si tratta di due piccoli ambienti rettangolari con i soffitti a volta, ai quali si accede per mezzo di due scale, e le cui pareti presentano delle nicchie utilizzate in passato per la deposizione dei defunti. Gli ambienti sono dotati di piccoli canali per il drenaggio e condotti di esalazione. L'ultima data della ricostruzione del campanile risale al 1920, data incisa in calce alla sua base. Tra i beni storico-artistici di una certa importanza vi sono:
- la vasca di un'acquasantiera del XVII secolo in marmo scolpito;
- la statua di Sant Antonio Abate in legno scolpito;
- un dipinto del XX secolo.

## Cultura
Dall'estate Giugno 2016, sul sagrato e nei locali nei dintorni della Chiesa di Sant'Antonio Abate in Archi si svolgono degli appuntamenti principalmente nei mesi estivi ma spesso anche invernali dedicati alla cultura. Promossi da un'idea dell'Associazione Culturale No-Profit "Archi Carmine Non Ci Sta" (associazione attiva nel territorio di Archi dal 2014 e ufficializzata nel 2016 da un sogno di alcuni giovani di Archi Carmine, ma poi successivamente scioltasi nel 2017) ma dal 2017 e ufficialmente da Gennaio 2022 nasce l'Associazione Culturale "Sant'Antonio Abate in Archi" portata avanti dall'Avv.Francesco Giunta (detto Franco) che continuerà sugli ideali e i progetti promossi precedentemente dall'Associazione "Archi Carmine Non Ci Sta" e ogni anno nei mesi estivi e invernali portano avanti un vasto calendario di appuntamenti culturali per tutta la popolazione reggina.